# Ağkənd
Ağkənd (conhecido como Təzəkənd até 2015) é uma aldeia e um município de Tartar, no Azerbaijão.